# Eduardo Decena
Eduardo P. Decena, detto Eddie (Manila, 14 gennaio 1926 – Manila, 1º novembre 2002), è stato un cestista filippino.

## Carriera
Ha disputato le olimpiadi del 1948, a Londra, giocando 8 partite.